# Club Calcio Vittoria 1979-1980
Questa voce raccoglie le informazioni riguardanti il Club Calcio Vittoria nelle competizioni ufficiali della stagione 1979-1980.

## Stagione
Nella loro seconda stagione in Serie C2, i biancorossi conclusero il girone D al sedicesimo posto, andando incontro alla retrocessione in Serie D.

## Rosa
| N. |                   | Ruolo | Calciatore        |
| -- | ----------------- | ----- | ----------------- |
|    | Italia (bandiera) | P     | Antonio Privitera |
|    | Italia (bandiera) | P     | Di Marco          |
|    | Italia (bandiera) | D     | Luigi Ferro       |
|    | Italia (bandiera) | D     | Liberato          |
|    | Italia (bandiera) | D     | Vitali            |
|    | Italia (bandiera) | D     | Ammatuna          |
|    | Italia (bandiera) | D     | Gerardo Tosolini  |

| N. |                   | Ruolo | Calciatore       |
| -- | ----------------- | ----- | ---------------- |
|    | Italia (bandiera) | D     | Nereo Santarossa |
|    | Italia (bandiera) | C     | Natalini         |
|    | Italia (bandiera) | C     | Lorenzini        |
|    | Italia (bandiera) | A     | Francioni        |
|    | Italia (bandiera) | A     | Balliera         |
|    | Italia (bandiera) | A     | Mauro Zampollini |
|    | Italia (bandiera) | A     | Gaetano Falbo    |